# دمج عرقي

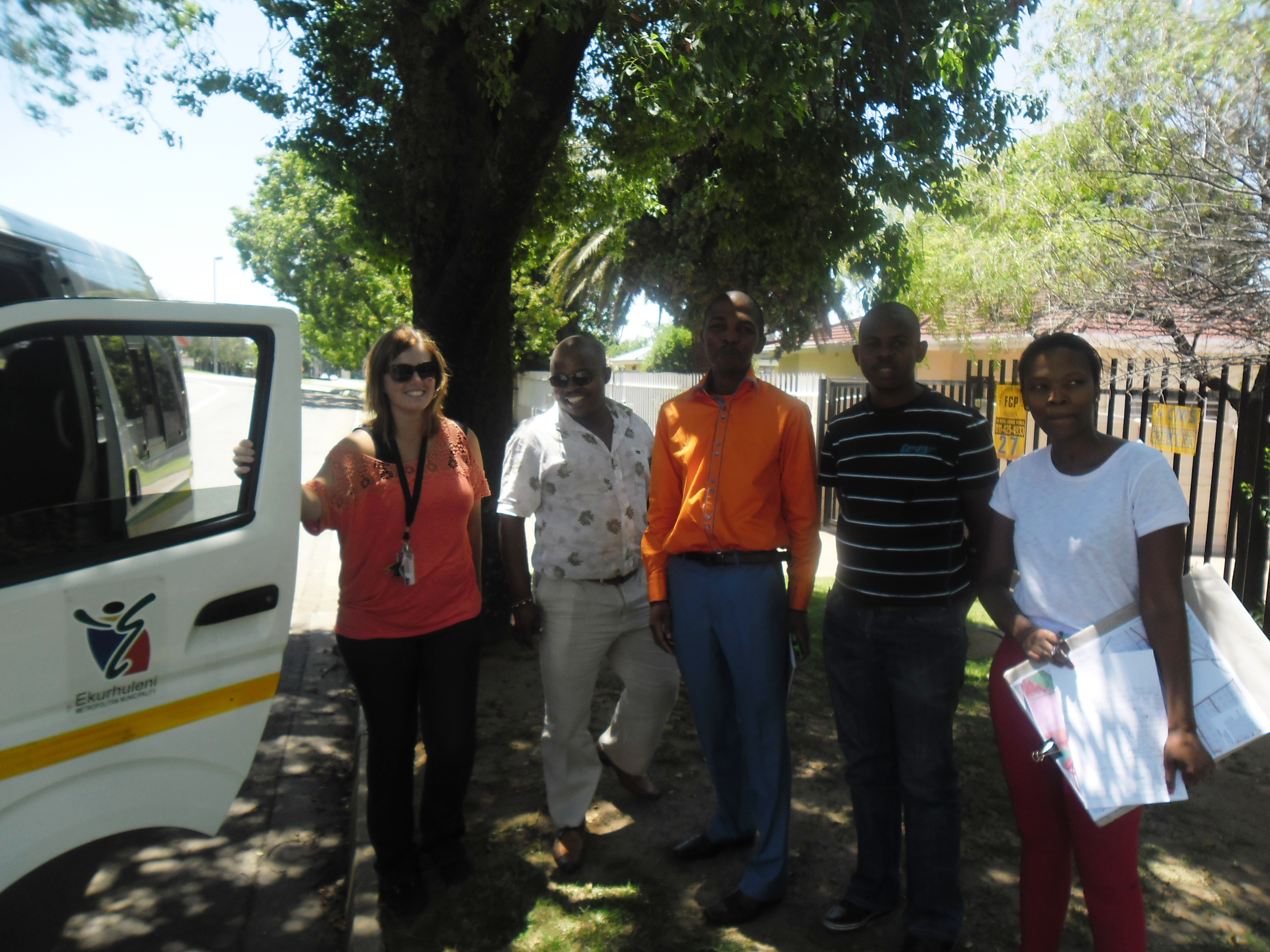
مخططون من قسم تخطيط المدن في إكرهوليني في زيارة ميدانية روتينية في بينوني. يعكس تشكيل الفريق سياسات الدمج العرقي في جنوب أفريقيا الجديدة

الدمج العرقي هو إزالة التفرقة العنصرية (وهي عملية إنهاء العزل العنصري الممنهج). بالإضافة إلى إزالة التفرقة العنصرية، يشمل الدمج العرقي كذلك أهدافًا، مثل إزالة الحدود التي تحول دون الاتحاد، وخلق فرص متكافئة بغض النظر عن العرق، وتطوير ثقافة تنتفع من التقاليد المختلفة، بدلاً من مجرد إدخال الأقلية العرقية في ثقافة الأغلبية. وإزالة التفرقة العنصرية أمر قانوني في المقام الأول، أما الدمج العرقي فهو أمر اجتماعي.

## الفرق بينالدمج العرقيوإزالة التفرقة العنصرية

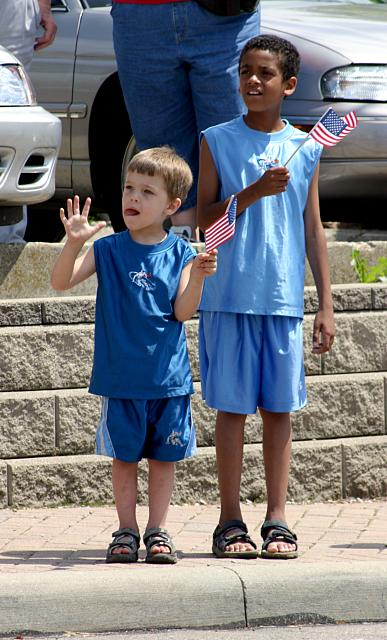
طفل أبيض يقف بجوار طفل أسود في موكب بمدينة نورث كوليدج هيل بولاية أوهايو

تناول موريس ماكجريجور جونيور في عمله الذي حمل عنوان "Integration of the Armed Forces 1940-1969" (دمج القوات المسلحة 1940-1969) مصطلحي الدمج العرقي وإزالة التفرقة العنصرية::
...على مدار السنوات الأخيرة، عمل العديد من المؤرخين على التمييز بين هذين المصطلحين المتشابهين ظاهريًا. وقد زادت شعبية الحركة الهادفة لإزالة التفرقة العنصرية من خلال القضاء على نظام جيم كرو بالدولة، في العقد الذي تلا الحرب العالمية الثانية. على الجانب الآخر، يشير مصطلح الدمج العرقي، كما يرى البروفيسور أوسكار هاندلين، إلى العديد من الأمور التي لم يتم قبولها بالضرورة بعد في جميع جوانب المجتمع الأمريكي. فمن ناحية، يشير المصطلح إلى «إزالة الحدود التي تحول دون الاتحاد، فيما عدا الحدود القائمة على القدرة، والذوق، والتفضيلات الشخصية»؛ أو بعبارة أخرى، تقديم فرص متكافئة. لكن من ناحية أخرى، يدعو الدمج العرقي إلى التوزيع العشوائي للأقليات بجميع أنحاء المجتمع. وينصب التركيز هنا - كما يقول هاندلين - على التوازن العرقي في المجالات المهنية والتعليمية والسكنية، وغيرها.
أدركت المؤسسة العسكرية من البداية أن حلَّ الوحدات المخصصة للسود فقط في مجتمع ضيق النطاق يعني أكثر بكثير من مجرد إزالة التفرقة العنصرية. واستخدمت دومًا مصطلحات الدمج العرقي والمساواة في المعاملة والفرص المتكافئة لوصف أهدافها المتعلقة بالعرق. ونادرًا ما يمكن العثور على مصطلح «إزالة التفرقة العنصرية» في الملفات العسكرية التي تحتوي بدلاً من ذلك على العديد من المصطلحات المشابهة.
كتب، كذلك، كيث وودز، عن الحاجة إلى الدقة في اللغة الصحفية، قائلاً: "يحدث الدمج العرقي عند تغير المعتقدات الراسخة، كأن تنتقل أسرة سوداء البشرة إلى حي خاص بذوي البشرة البيضاء. ويتحقق هذا الدمج دون تدخل من القانون. أما على الجانب الآخر، فقد كانت إزالة التفرقة العنصرية، "العلاج القانوني للتمييز العنصري." كان هنري أورجان يعرّف نفسه بأنه "مشارك في حركة الحقوق المدنية بشبه الجزيرة، [أي شبه جزيرة سان فرانسيسكو - مُحرَّر.] في الستينيات... و...أمريكي من أصل إفريقي". وقد أشار للنقطة ذاتها عندما كتب في عام 1997: "إن مصطلح «إزالة التفرقة العنصرية» يقتصر عادةً على المجال القانوني/التشريعي؛ إذ قاوم الكثيرون في الستينيات تقنين التمييز العنصري في المؤسسات الحكومية. أما مصطلح "الدمج العرقي"، فيتعلق بالجانب الاجتماعي؛ فهو يشير - ولا بد أن يشير - للأفراد ذوي الخلفيات المختلفة الذين يختارون التفاعل مع بعضهم البعض."
في كتاب By the Color of Our Skin (وفق لون البشرة) (1999) لمؤلفيه ليونارد ستينهورن وباربارا ديجز براون - اللذين يميزان على النحو مثله بين إزالة التفرقة العنصرية والدمج العرقي - ورد ما يلي «... أوهم التلفيزيون... الأمريكيين[] ذوي البشرة البيضاء بأن هناك اتصالاً متكررًا ومجديًا من جانبهم مع أصحاب البشرة السوداء، بينما أن هذا الاتصال غير موجود في الحقيقة. ونطلق على هذه الظاهرة الدمج العرقي الافتراضي، وهي السبب الرئيسي وراء التأثير القوي الذي يلعبه وهم الدمج العرقي - أي الإيمان بأن المجتمع يتحرك نحو حالة من انعدام التفرقة بين الأعراق المختلفة - على العلاقات بين هذه الأعراق في أمريكا في الوقت الحالي.» وفي نقد لهذا الكتاب نُشِر في المجلة المؤيدة لمبادئ الحرية ريزون، لخص ماكيل دابليو لينش بعضًا من أهم النتائج التي تم التوصل إليها في هذا الكتاب؛ فكتب على سبيل المثال: «يعيش السود والبيض ويتعلمون ويعملون ويتعبدون ويلعبون ويتسلون على نحو منفصل.» واقتبس لينش، كذلك، من كتاب America in Black and White (أمريكا بالأبيض والأسود) لمؤلفيه سيتفان وأبيجيل ثيمستروم ما يوضحانه من عكس هذا الرأي، وقدم أدلة تفصيلية لكلا الرأيين في هذا الشأن، وكتب:

تكمن المشكلة، من وجهة نظري، في أن الوصول إلى المجالات العامة، خاصةً المجال التجاري، يعتمد غالبًا على الاعتياد على أعراف مجتمع ذوي البشرة البيضاء. فمثلاً، في حالة عدم اعتياد عدد من الأطفال ذوي البشرة السوداء على هذه الأعراف، لا يد لهم في ذلك: وإنما يرجع ذلك إلى أنهم كانوا منعزلين عن هذه الأعراف. وثمة فارق بين أن يختار الصفوة من ذوي البشرة السوداء، أو أبناء الطبقة الوسطى منهم، الراحة في أحياء غالبية سكانها من السود بعد عمل يوم مثمر في أمريكا البيضاء. وبين ألا يكون بوسع الناس الدخول في هذا المجال التجاري لأنهم قضوا سنوات تكوين شخصياتهم في مجتمع لم يُعِدهم لهذا المجال، أو لم يكن بمقدوره فعل ذلك. كما كتب في هذا الموضوع [ عالم الاجتماع بجامعة هارفارد، أورلاندو ] باترسون، «إذن أعظم مشكلة تواجه الأمريكيين من أصل إفريقي الآن هي عزلهم عن الأعراف الضمنية للثقافة السائدة، وينطبق ذلك على جميع الطبقات.»

### رفض البعض للتمييز بين المصطلحين
رغم انتشار التمييز بين مصطلحي الدمج العرقي وإزالة التفرقة العنصرية، فهناك مَن لا يقبلونه. على سبيل المثال، لا يمكن العثور على عبارة «دمج عرقي بأمر المحكمة» بمصادر مثل جريدة ديترويت نيوز، أو شبكة شبكة خدمة الإذاعة العامة، أو حتى موسوعة إنكارتا.
فهذه المصادر المتشابهة تستخدم عبارة «إزالة التفرقة العنصرية بأمر المحكمة» للتعبير عن المعنى نفسه بالضبط؛ كما تستخدم جريدة ديترويت نيوز المصطلحين للتعبير عن المعنى ذاته بشكل متبادل في نفس المقال.
وعند حدوث خلط بينهما، يُستخدَم غالبًا مصطلح الدمج العرقي بالمعنى الأضيق الأكثر ارتباطًا بالمعنى القانوني لمصطلح إزالة التفرقة العنصرية؛ ونادرًا - هذا إن حدث على الإطلاق - ما يمكن رؤية مصطلح إزالة التفرقة العنصرية مستخدَمًا بالمعنى الثقافي الأكثر اتساعًا.